# بشير الزعفوري
بشير الزعفوري ولد في 25 يوليو 1963 في سيدي بوزيد، هو رجل أعمال وسياسي تونسي.

## السيرة الذاتية
بشير الزعفوري متحصل على إجازة في الخبرة في المحاسبة من معهد الدراسات التجارية العليا بقرطاج.

مهنيا، أدار العديد من شركات التوزيع بالجملة والمساحات الكبرى.

عين في 24 ديسمبر 2011 كوزير معتمد لدى وزير الصناعة والتجارة مكلف بالتجارة والصناعات التقليدية في حكومة حمادي الجبالي، ولكنه سرعان ما أصبح وزيرا للتجارة والصناعات التقليدية في نفس الحكومة في 16 فبراير 2012، وبقي على رأس الوزارة حتى 13 مارس 2013.

على المستوى الجمعياتي، كان بشير الزعفوري عضوا مؤسسا لكل من جمعية المواطنة والكرامة ولائتلاف مجالس حماية الثورة ببن عروس، وعضوا في رابطة حماية الثورة في بومهل البساتين. من جهة أخرى، انتخب في 15 سبتمبر 2011 رئيسا لجمعية بومهل البساتين الرياضية.

## الحياة الخاصة
بشير الزعفوري متزوج وأب لثلاثة أطفال.